# Бараболяк Микола
Мико́ла Бараболя́к  (нар. 27 жовтня 1908, м. Монастириська Тернопільської області) — український вчений-юрист.

## Життєпис
Закінчив правничий факультет Львівського університету (1930 р.), студіював право в університеті у Кракові (1931) та УВУ в Празі (1944), здобув докторський ступінь.
У 1939—1941 рр. — викладач юридичного факультету Університету імені I. Франка у Львові.
За окупаційної влади з 1941 р. організував серед інших українське судівництво в Галичині та був призначений суддею у Львові. В 1944—1947 рр. — доцент цивільного процесу УВУ в Празі й Мюнхені. Переїхав у США.

## Доробок
Автор праць з цивільного процесуального права. Член кількох академічних установ США, Американської асоціації політичних наук. Від 1964 — кореспондент «The New Star» («Нова зірка»), дописував до українських періодичних видань. Вписаний у AMWS («Чоловіки та жінки американської науки»), ОЕА («Видатні науковці Америки»).